# Bufo hoeschi
Bufo hoeschi és una espècie d'amfibi que viu a Namíbia.
Està amenaçada d'extinció per la pèrdua del seu hàbitat natural.